# 刘加军
刘加军（1964年5月—），中华人民共和国山东宁阳人，汉族，中国共产党党员，中国能建集团工人，第十三届全国人民代表大会北京地区代表。
2018年，他被选为全国人大代表。当时他是中国能建集团工人，一说是中国能建北京电力设备总厂铆工班班长，另一说是中国能建北京设备公司磨机事业部金属结构厂铆工二班班长，他是本届全国人大中中国电力建设行业的唯一代表。